# لغة مهددة بالانقراض

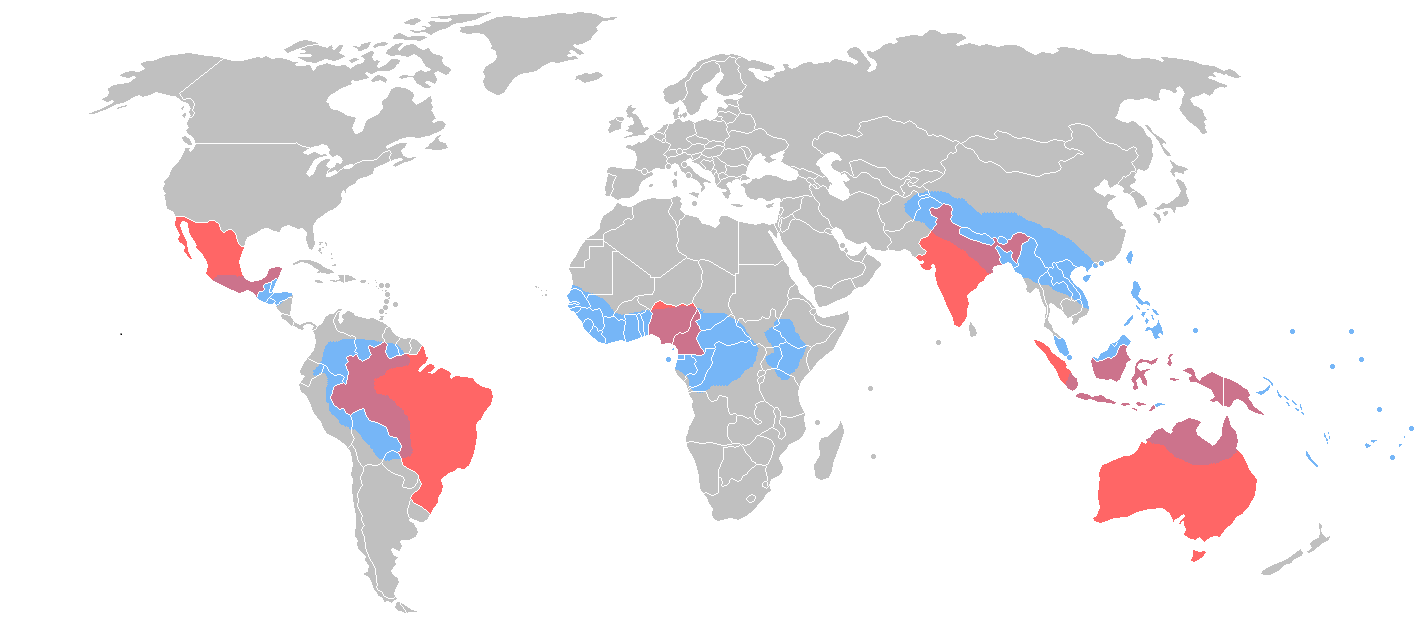
تحتوي الدول الثماني مجتمعة الظاهرة باللون الأحمر على الخريطة على ما يزيد عن 50% من لغات العالم. في حين أن المناطق الظاهرة باللون الأزرق هي الأكثر تنوعًا من حيث اللغات على مستوى العالم.

اللغة المهددة بالانقراض هي اللغة المعرضة لخطر عدم استخدامها لاختفاء متحدثيها أو التحول للتحدث بلغة أخرى. تحدث عملية فقدان اللغة عندما تفقد اللغة متحدثيها الأصليين وتصبح «لغة ميتة». وفي نهاية المطاف، فإذا لم يعد أحد يتحدث تلك اللغة على الإطلاق، ستصبح «لغة بائدة». على الرغم من أن ظاهرة اختفاء اللغات كانت سائدة على مدار التاريخ الإنساني، إلا أن هذا المعدل يتسارع حاليًا بشكل كبير، بسبب عمليات العولمة والاستعمار الجديد، حيث تهيمن اللغات القوية اقتصاديًا على اللغات الأخرى. وتهيمن اللغات المنطوقة الأكثر شيوعًا على اللغات المنطوقة الأقل شيوعًا وبالتالي، وفي نهاية المطاف تختفي اللغات المنطوقة الأقل شيوعًا من الوجود. ورغم ذلك فإن العدد الإجمالي للغات على مستوى العالم غير معروف على وجه الدقة. حيث تختلف التقييمات في هذا الموضوع لأنها تعتمد على عوامل كثيرة. فما هو متفق عليه عامةً هو أن هناك ما بين 6000 و7000 لغة منطوقة حاليًا، وأن نسبة تتراوح ما بين 50-90% من تلك اللغات ستكون قد انقرضت بحلول عام 2100. أعلى 20 لغة يتحدث بها أكثر من 50 مليون متحدث لكل منها، والتي يتحدث بها 50٪ من سكان العالم بينما يتحدث بالعديد من اللغات الآخرى المجتمعات الصغيرة، حيث يقل العدد في معظمها عن 10000 متحدث.
تتعامل منظمة اليونسكو مع خمسة مستويات من اللغات المهددة بالانقراض: «الآمنة» و«غير المحصنة» (لا يتحدث بها الأطفال خارج المنزل) و«المهددة بالانقراض تحديدًا» (لا يتحدث بها الأطفال) و«المهددة بالانقراض بشدة» (يتحدث بها فقط الأجيال الكبيرة) و«المهددة بالانقراض للغاية» (يتحدث بها عدد قليل من أفراد الأجيال الكبيرة) وغالبًا شبه متحدث. وباستخدام برنامج بديل للتصنيف، يعرَّف عالم اللغويات مايكل إي كراوس (Michael E. Krauss) اللغات بأنها «الآمنة» إذا كان من المحتمل أن يتحدث بها الأطفال في خلال 100 عام؛ و«المهددة بالانقراض» إذا كان من المحتمل ألا يتحدث بها الأطفال في خلال 100 عام (تقع حوالي 60-80% من اللغات ضمن هذه الفئة)؛ و«المحتضرة» إذا كان الأطفال لا يتحدثون بها الآن.

## وصلات خارجية
- تسجيل المتحدث الأصلي الأكبر على يوتيوب، خطوات عملية التسجيل الصوتية لغير المهنيين
- تعلم لغات السكان الأصليين في نينتندو على يوتيوب
- مؤشرات لكيفية تعلم لغتك (انتقل إلى الرابط الموجودة على الصفحة)
- أولى تطبيقات المحادثة للدول المهددة لغتها للانقراض